# 2004 na televisão
Nesta página encontram-se os eventos, estreias e términos sobre televisão que aconteceram durante o ano de 2004.

## Eventos

### Portugal

#### Março
- 31 de março — A Radiotelevisão Portuguesa se torna a Rádio e Televisão de Portugal e ganha uma nova sede em Cabo Ruivo em Lisboa.[1]

## Programas

### Estados Unidos

#### Janeiro
- 11 de janeiro — Estreia Drake & Josh na Nickelodeon.

#### Fevereiro
- 5 de março — Termina a 1.ª temporada de That's So Raven (no Brasil: As Visões da Raven) no Disney Channel.

#### Abril
- 3 de abril — Estreia Danny Phantom na Nickelodeon.

#### Maio
- 6 de maio — Termina Friends na NBC.[2]
- 24 de maio — Termina a 1.ª temporada de Two and a Half Men (no Brasil: Dois Homens e Meio) na CBS.[desambiguação necessária]

#### Setembro
- 20 de setembro — Estreia da 2.ª temporada de Two and a Half Men (no Brasil: Dois Homens e Meio) na CBS.[desambiguação necessária]
- 22 de setembro — Estreia Lost no ABC.

#### Outubro
- 3 de outubro — Estreia Desperate Housewives no ABC.

### México

#### Maio
- 17 de maio — Estreia Rubí no Las Estrellas.

#### Outubro
- 4 de outubro — Estreia Rebelde no Las Estrellas.
- 22 de outubro — Termina Rubí no Las Estrellas.

### Reino Unido

#### Abril
- 27 de abril — Estreia Ramsay's Kitchen Nightmares no Channel 4.

#### Maio
- 31 de maio — Estreia Peppa Pig no Channel 5.

## Nascimentos
| Data            | Nome                   | Profissão                         | Nacionalidade  | Observações | Ref   |
| --------------- | ---------------------- | --------------------------------- | -------------- | ----------- | ----- |
| 5 de janeiro    | Ahn Ji-ho              | ator                              | Coreia do Sul  |             |       |
| 17 de janeiro   | Harry Collett          | ator                              | Reino Unido    |             |       |
| 26 de janeiro   | Addison Riecke         | atriz e modelo                    | Estados Unidos |             |       |
| 7 de fevereiro  | Sofia Wylie            | atriz                             | Estados Unidos |             |       |
| 19 de fevereiro | Millie Bobby Brown     | atriz                             | Reino Unido    |             |       |
| 8 de março      | Kit Connor             | ator                              | Reino Unido    |             |       |
| 10 de março     | Mace Coronel           | ator                              | Estados Unidos |             |       |
| 23 de abril     | Teagan Croft           | atriz                             | Austrália      |             |       |
| 22 de maio      | Peyton Elizabeth Lee   | atriz                             | Estados Unidos |             |       |
| 19 de junho     | Millie Gibson          | atriz                             | Inglaterra     |             |       |
| 25 de junho     | Madison Reyes          | atriz e cantora                   | Estados Unidos |             |       |
| 4 de julho      | Alex R. Hibbert        | ator                              | Estados Unidos |             |       |
| 4 de agosto     | Tinnasit Isarapongporn | ator e cantor                     | Tailândia      |             |       |
| 14 de agosto    | Marsai Martin          | atriz e produtora cinematográfica | Estados Unidos |             |       |
| 2 de setembro   | Dorian Le Clech        | ator                              | França         |             | [ 3 ] |
| 10 de setembro  | Gabriel Bateman        | ator                              | Estados Unidos |             |       |
| 23 de setembro  | Anthony Gonzalez       | ator                              | Estados Unidos |             |       |
| 23 de setembro  | Kyla Matthews          | atriz                             | Canadá         |             |       |
| 3 de outubro    | Noah Schnapp           | ator                              | Estados Unidos |             |       |
| 10 de outubro   | Zain Al Rafeea         | ator                              | Síria          |             | [ 4 ] |
| 16 de novembro  | Jack Champion          | ator                              | Estados Unidos |             |       |
| 17 de novembro  | Gabo Anguiano          | ator                              | México         |             | [ 5 ] |
| 5 de dezembro   | Jules LeBlanc          | atriz                             | Estados Unidos |             |       |
| 9 de dezembro   | Nico Parker            | atriz                             | Reino Unido    |             |       |

## Mortes
| Data          | Nome              | Profissão    | Nacionalidade  | Observações | Ref |
| ------------- | ----------------- | ------------ | -------------- | ----------- | --- |
| 7 de março    | Paul Winfield     | ator         | Estados Unidos | n. 1939     |     |
| 22 de maio    | Richard Biggs     | ator         | Estados Unidos | n. 1960     |     |
| 8 de julho    | Henrique Mendes   | apresentador | Portugal       | n. 1931     |     |
| 30 de agosto  | Michael Jeter     | ator         | Estados Unidos | n. 1952     |     |
| 2 de outubro  | Fialho Gouveia    | apresentador | Portugal       | n. 1935     |     |
| 12 de outubro | Christopher Reeve | ator         | Estados Unidos | n. 1952     |     |

## Por país
- 2004 na televisão brasileira